# بيلي آدامز (موسيقي)
بيلي آدامز (بالإنجليزية: Billy Adams)‏ هو موسيقي أمريكي، ولد في 6 مارس 1940 في Redbush, Kentucky ‏ في الولايات المتحدة، وتوفي في 30 مارس 2019 في ويستمورلاند في الولايات المتحدة.

## وصلات خارجية
- بيلي آدامز على موقع ميوزك برينز (الإنجليزية)
- بيلي آدامز على موقع أول ميوزيك (الإنجليزية)
- بيلي آدامز على موقع ديسكوغز (الإنجليزية)